# Ceratosphys nodipes
Ceratosphys nodipes es una especie de miriápodo cordeumátido de la familia Opisthocheiridae endémica del sur de la España peninsular; se encuentra en la Serranía de Ronda.